# Tullus
Tullus is een christelijke stripreeks en gebaseerd op de avonturen van de gelijknamige hoofdpersoon.

## Achtergrond
Tullus werd voor het eerst gepubliceerd op 26 december 1943 in de zondagsschoolkrant What to Do, Boys' World and Girl en verscheen daarnaast in verschillende andere zondagschoolbladen van uitgever David C. Cook. De strips draaien om de hoofdpersoon Tullus, een Romein die in de eerste eeuw na Christus allerlei avonturen meemaakt en naar verschillende plaatsen in de Oude Wereld reist, zoals Rome, Griekenland en Anatolië en daar wordt geconfronteerd met de aanhangers van verschillende heidense religies. Door gebed en doorzettingsvermogen weet Tullus die obstakels te overwinnen en de christelijke boodschap te verspreiden. 
Volgens historica Katinka Fikse-Omon vallen de strips niet op door hun diepgang, maar "passen perfect in het patroon van de alleskunnende striphelden die tijdens de eerste bloeitijd van het stripgenre ongekend populair waren. In feite verschilde Tullus, met zijn nogal onwaarschijnlijke methodes om de heidense religies te breken, niet veel van actiehelden als Superman en Batman, die de seculiere strips in de jaren veertig bevolkten". 
De strips werden in de jaren zeventig door de uitgever in albumvorm opnieuw gepubliceerd. De Vereeniging tot Verspreiding der Heilige Schrift (VVHS) introduceerde Tullus in de jaren zeventig in Nederland. Later verscheen de strip ook in het kinderblad De Goede Herder van In de Ruimte.

## In Nederland verschenen albums
- Het drakenschip + De tempel van Attis, 1971
- Het orakel + De vandalen, 1971
- Grotten van Goreme + De wagenrennen + Het losgeld, 1971
- In Egypte + In Carthago + De ondergang van de druïde, 1971